# Meppel
Meppel (drentski: Möppelt) grad je i općina u sjeveroistočnoj Nizozemskoj. Smješten je u jugozapadnom dijelu provincije Drenthe. Meppel je najmanja općina u Drentheu, s ukupnom površinom od oko 57 km2. Godine 2021. imao je populaciju od 34 506 stanovnika, s više od 30 000 stanovnika samog grada.
Ljudi rođeni u Meppelu ponekad se nazivaju Meppeler Muggen na nizozemskom jeziku, što se prevodi kao »komarci iz Meppela«. Ovaj nadimak dolazi iz mjesne narodne priče. Stanovnici Meppela jednom su prilikom zabunom pomislili da je crkveni toranj u plamenu, ali su ubrzo shvatili da se radilo samo o roju komaraca.

## Povijest
Meppel se razvio u 16. stoljeću kao unutarnja luka za transport i distribuciju treseta. Nekada je u gradu bilo mnogo vodenih puteva, ali danas je ostao samo jedan. Meppel je dobio gradska prava 1644. godine. Dana 1. listopada 1867. godine, otvorena je željeznička stanica Meppel, što je drastično poboljšalo povezanost u regiji. Dana 1. siječnja 1998. godine, općina Nijeveen, smještena sjeverozapadno od Meppela, spojena je s općinom Meppel, zadržavajući to ime.

## Geografija
Meppel se nalazi na 52°42′N 6°11′E u jugozapadnom dijelu provincije Drenthe na sjeveroistoku Nizozemske.
Meppelerdiep, Drentsche Hoofdvaart i Hoogeveense Vaart povezuju Meppel sa Zwartsluisom, Assenom i Hoogeveenom. Kako bi se rasteretili profesionalni transportni brodovi, južno od grada iskopan je kanal Omgelegde Hoogeveense Vaart. Meppelerdiep je dostupan za brodove veličine do 2000 tona.

## Promet
Meppel je povezan nacionalnim i regionalnim željezničkim linijama sa Zwolleom na jugozapadu, što omogućava pristup ostatku zemlje, kao i s Leeuwardenom i Groningenom na sjeverozapadu i sjeveroistoku. Gradska stanica se nalazi na željezničkim prugama Arnhem – Leeuwarden (Staatslijn A) i Meppel – Groningen (Staatslijn C).

## Gradsko partnerstvo
- Most, Češka[3]